# Формацца
Формацца (італ. Formazza, п'єм. Formassa) — муніципалітет в Італії, у регіоні П'ємонт,  провінція Вербано-Кузіо-Оссола.
Формацца розташована на відстані близько 600 км на північний захід від Рима, 160 км на північ від Турина, 55 км на північ від Вербанії.
Населення — 442 особи (2014).
Щорічний фестиваль відбувається 15 червня. Покровитель — San Bernardo.

## Демографія
Населення за роками:

Станом на 1 січня 2023 року в муніципалітеті офіційно проживало 14 іноземців з 8 країн, серед них 9 громадян країн Євросоюзу.

## Сусідні муніципалітети
- Бачено
- Бедретто
- Бінн
- Боскогурин
- Чевіо
- Премія
- Рекінджен-Глуринджен
- Ульрикен